# Platycheirus speighti
Platycheirus speighti är en tvåvingeart som beskrevs av Dockzal, Stuke och Goeldlin 2003. Platycheirus speighti ingår i släktet fotblomflugor, och familjen blomflugor.
Artens utbredningsområde är Italien. Inga underarter finns listade i Catalogue of Life.